# Alpha (Michigan)
Alpha è un villaggio degli Stati Uniti d'America, situato nello Stato del Michigan, nella contea di Iron.